# Valdés (Asztúria)
Valdés egy község Spanyolországban, Asztúria autonóm közösségben. Valdés Navia, Villayón, Tineo, Salas és Cudillero községekkel határos. Lakosainak száma 10 895 fő (2024).

## Népesség
A település népessége az utóbbi években az alábbiak szerint változott:
| Lakosok száma | 15 060 | 14 395 | 13 838 | 13 529 | 13 058 | 12 635 | 11 987 | 11 504 | 11 099 | 10 895 |
|               | 2001   | 2004   | 2007   | 2009   | 2012   | 2014   | 2017   | 2019   | 2022   | 2024   |